# 카페인 의존증
카페인 의존증(-依存症) 또는 카페인 중독(-中毒)은 카페인에 기인한 약물의존증이다. 커피, 콜라, 녹차, 홍차, 코코아 등 카페인이 들어있는 식품에 의해 의존되는 경우가 많다. 

## 증상
심장마비, 골다공증의 원인이 되기도 한다. 속 울렁거림, 구토증세, 무기력증, 수전증 등의 증세가 나타난다. 과다 섭취 시 두통, 현기증, 식욕 감퇴, 불면증, 심장마비, ADHD, 불안, 정서 장애, 고혈압, 우울증, 부정맥, 역류성 식도염, 위염, 십이지장 궤양, 여드름, 방광염 악화, 뼈 건강 악화를 일으킬 수 있다.
금단 증상으로는 두통, 심장 떨림, 구역감, 짜증, 불안, 신경과민, 우울증이 있다.

## 진단
카페인을 섭취하지 않으면 일상 생활이 힘든 경우 카페인 중독을 의심해볼 수 있다. 카페인에 대한 민감도는 사람마다 다르다.